# Henry Draper

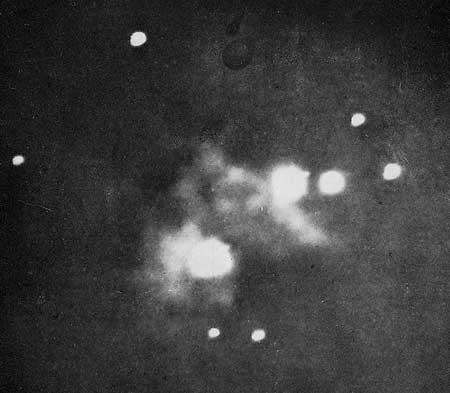
Orionnebulosan. Foto: Henry Draper 1880.

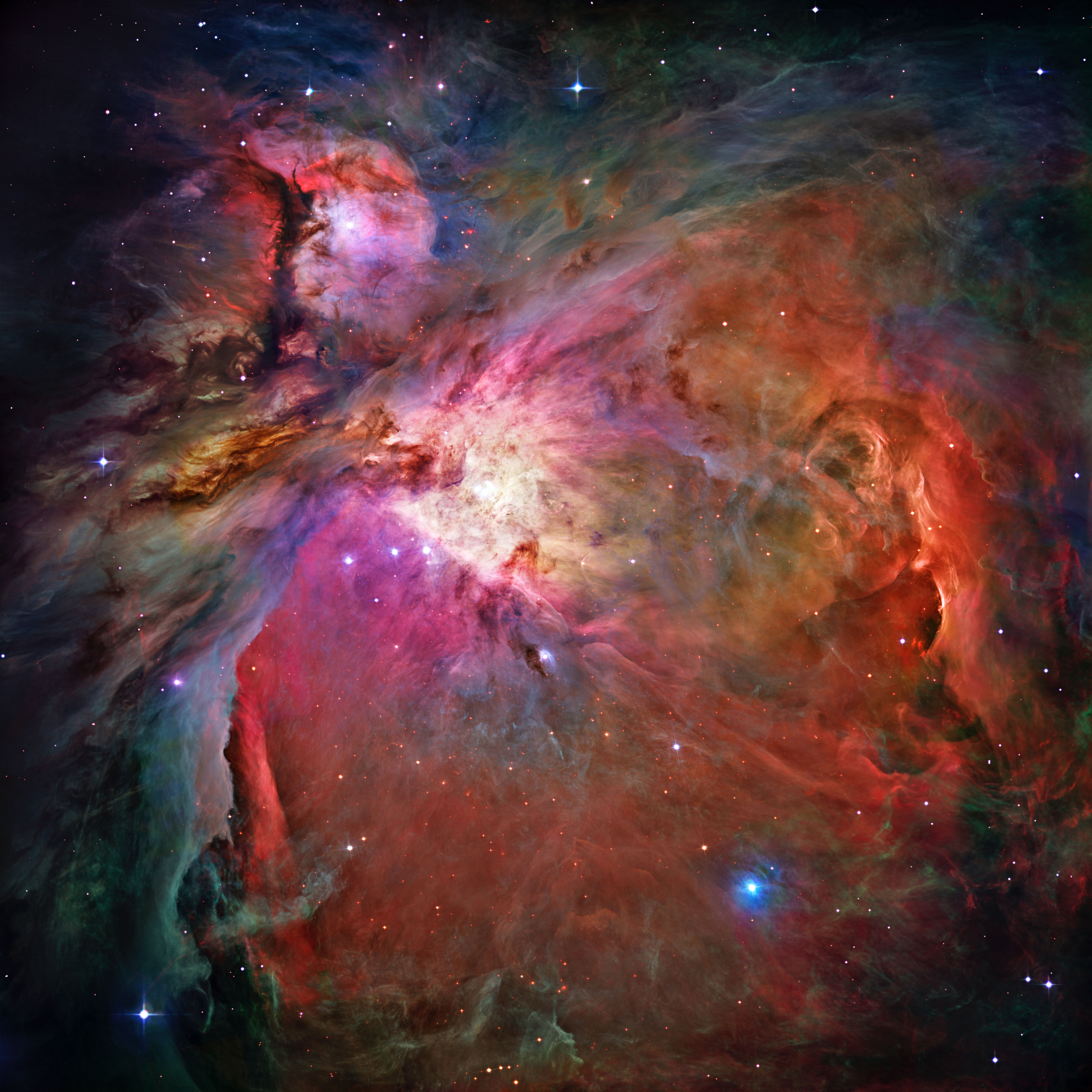
Orionnebulosan. Foto: Rymdteleskopet Hubble 2006.

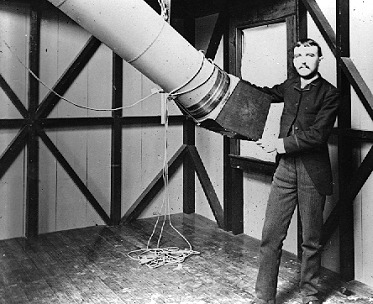
Henry Draper vid sitt egenbyggda teleskop.

Henry Draper, född den 7 mars 1837, död den 20 november 1882, var en amerikansk naturforskare, son till John William Draper, morbror till Antonia Maury.
Draper studerade medicin i New York samt utnämndes 1860 till professor i fysiologi och analytisk kemi vid universitetet där. Draper konstruerade stora teleskop, med hjälp av vilka han tog de största dittills åstadkomna månfotografierna (1,3 meter i diameter) och upptäckte syre i solen (1877).
År 1866 skrev han en lärobok i kemi och året därpå gifte han sig med Anna Mary Palmer som också blev hans assistent. År 1870 blev han den förste som lyckades ta en nebulosabild när han fotograferade Orionnebulosan.  Han var även först med att fotografera stjärnan Vegas spektrum och fotografera en kometsvans i vid vinkel.
År 1882 insjuknade han i lungsäcksinflammation och avled 45 år gammal. Hans änka skapade en minnesfond som användes för att skapa Henry Draper Catalogue förkortat HD, en stjärnkatalog med spektrumet från över en kvarts miljon stjärnor som katalogiserades mellan första och andra världskriget.